# Championnats d'Afrique de pentathlon moderne 2003
Navigation
Édition précédente Édition suivante
Les championnats d'Afrique de pentathlon moderne 2003 ont lieu du 20 au 23 mars 2003 au Caire, en Égypte. Cette compétition est open, c'est-à-dire ouverte aux pentathloniens d'autres continents. Le premier Africain et la première Africaine sont quant à eux sacrés champions d'Afrique.

## Médaillés africains
Les médaillés de ces championnats d'Afrique sont, :
| Individuel hommes | Fathy Kotb Ahmed (EGY) | Raouf Abd El-Raouf (EGY) | Mohamed Abdel Raouf (EGY) |  |  |  |
|                   |                        |                          |                           |  |  |  |
| Individuel femmes | Omnia Fakhry (EGY)     | Aya Medany (EGY)         | Yasmine Khaled (EGY)      |  |  |  |

## Tableau des médailles
| Rang  | Nation | Or | Argent | Bronze | Total |
| ----- | ------ | -- | ------ | ------ | ----- |
| 1     | Égypte | 2  | 2      | 2      | 6     |
| Total | Total  | 2  | 2      | 2      | 6     |

## Classement open
| Rang | Nom                      |
| ---- | ------------------------ |
| 1    | Ádám Marosi (HUN)        |
| 2    | Fathy Kotb Ahmed (EGY)   |
| 3    | Mihails Jefremenko (LAT) |

| Rang | Nom                      |
| ---- | ------------------------ |
| 1    | Florence Dinichert (SUI) |
| 2    | Marta Dziadura (POL)     |
| 3    | Katarzyna Wójcik (POL)   |